# Tore Holm
Tore Anton Holm (Gamleby, 25 november 1896 – Gamleby, 15 november 1977) was een Zweeds zeiler.
Holm won samen met zijn broer Yngve tijdens de Olympische Spelen 1920 in het Belgische Antwerpen de gouden medaille in de 40m² klasse. 
Acht jaar later tijdens de Olympische Zomerspelen 1928 de bronzen medaille in de 8 meter klasse.
Tijdens de Olympische Zomerspelen 1932 in het Amerikaanse Los Angeles won Holm de gouden medaille in de zes meter klasse.
Vier jaar later in Berlijn won Holm  samen met zijn ploeggenoten drie van de zeven wedstrijden maar mede door een diskwalificatie eindigde Holm slechts als vierde.
Tijdens de volgende Olympische Zomerspelen in Londen twaalf jaar later sloot Holm zijn olympische carrière af met een bronzen medaille in de 6 meter klasse.

## Olympische Zomerspelen
| Jaar | Plaats      | Resultaten        |
| ---- | ----------- | ----------------- |
| 1920 | Antwerpen   | 40m² klasse       |
| 1928 | Amsterdam   | 8 meter klasse    |
| 1932 | Los Angeles | 6 meter klasse    |
| 1936 | Berlijn     | 4e 8 meter klasse |
| 1948 | Londen      | 6 meter klasse    |

1908: Charles Crichton / Gilbert Laws / Thomas McMeekin ·
1912: Amédée Thubé / Gaston Thubé / Jacques Thubé
1920 (model 1907): Frédéric Bruynseels / Émile Cornellie / Florimond Cornellie ·
1920 (model 1919): Andreas Brecke / Paal Kaasen / Ingolf Rød ·
1924: Christopher Dahl / Eugen Lunde / Anders Lundgren ·
1928: Erik Anker / Johan Anker / Håkon Bryhn / Olaf van Noorwegen ·
1932: Olle Åkerlund / Åke Bergqvist / Martin Hindorff / Tore Holm ·
1936: Miles Bellville / Christopher Boardman / Russell Harmer / Charles Leaf / Leonard Martin ·
1948: Alfred Loomis / Michael Mooney / James Smith / James Weekes / Herman Whiton ·
1952: Everard Endt / John Morgan / Eric Ridder / Julian Roosevelt / Emelyn Whiton / Herman Whiton